# Охос-дель-Саладо
О́хос-дель-Сала́до (исп. Ojos del Salado) — спящий вулкан, высочайший на Земле, а также вторая по высоте вершина Южной Америки — после горы Аконкагуа.

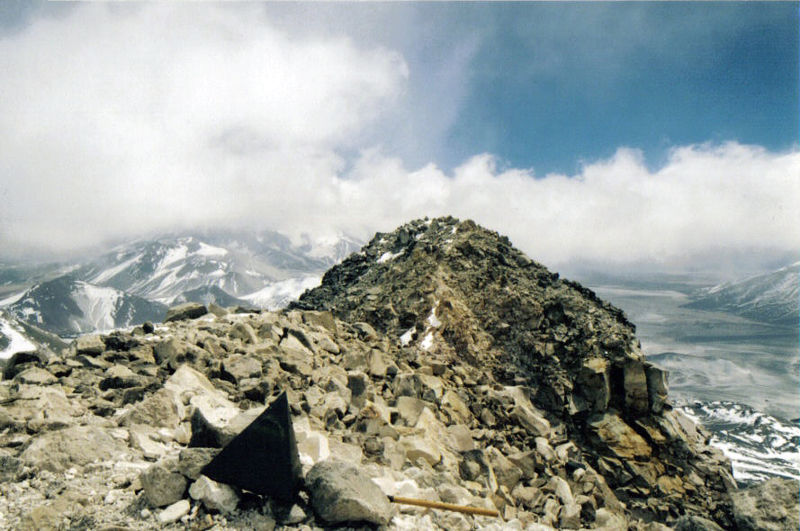
Одна из вершин вулкана Охос-дель-Саладо. 2006 г.

Расположен на границе провинций Копьяпо (Чили) и Катамарка (Аргентина), высшая точка Чили. Высота составляет 6893 метра. Главные горные породы вулкана: андезиты и туфы. К западу от вулкана и до побережья Тихого океана простирается пустыня Атакама. На восточном склоне в кратере вулкана расположено самое высокое в мире озеро на высоте 6390 метров.
С испанского языка название переводится как «истоки солёной реки», то есть реки Рио-Саладо, начинающейся на горе.
Вулкан считается потухшим, так как на протяжении всей истории наблюдений за ним не было зарегистрировано ни одного извержения. Однако изредка пассивная вулканическая деятельность всё же замечалась. Так, в 1937, 1956 и 1993 году имели место незначительные выбросы серы и водяного пара.
Вулкан был покорён в 1937 году польскими альпинистами Юстином Войжнисом и Яном Щепаньским. На пути к вершине исследователями были обнаружены следы жертвенных алтарей инков. По всей видимости, вулкан Охос-дель-Саладо почитался индейцами как священная гора.
21 апреля 2007 года чилийский спортсмен Гонсало Браво сумел на модифицированном автомобиле «Судзуки Самурай» (Suzuki SJ) подняться по склону Охос-дель-Саладо на высоту 6688 метров, поставив таким образом мировой рекорд подъёма для автомобилей.